# Описание
Описание — композиционная форма, которую используют в литературоведении и лингвистике для подробной характеристики предметов или явлений. 
Обобщенно, объекты описания представляют собой перцептивные паттерны - качества (формы, направления, цвет, звук, вес, температуру и т.д.), количественные аспекты (меры и множества) и их отношения, более конкретно - это предметы, процессы, жизнь, характер людей и мн. др. объекты живой, неживой природы и сами субъективные переживания.
Комплексный предмет/явление образует в сознании субъекта абстрактный смысловой тип, используемый им в дальнейшем для описания. 
Для этой композиционной формы, в числе прочего, характерно изображение пространственных отношений, в котором также отображается пространственное соотношение элементов предмета. Это придает описанию визуальную наглядность, реализуемую применением языковых средств для описания пространства — наречий места, пространственных обозначений, данных направлений, расстояний, форм, а также соответствующих прилагательных. 
Описание всегда следует за временем наблюдения объекта, в общей цепи состоящей из акта восприятия, воспоминания, представления, осмысления и формулировки в доступных языковых терминах. Т.о. описание - это продукт мыслительной переработки целостного образа сцены/ситуации, субъективная знаковая интерпретация фрагмента действительности.
Отдельный предмет или явление может отображаться в любом времени (прошедшем - воспоминания, настоящем - наблюдение, будущем - представление) с использованием типичных и/или неординарных лингвистических средств.
С точки зрения языкознания описание — один из типов речи, рассказ о свойствах (признаках, качествах, характеристиках) определённого предмета или явления.